# New York Liberty
Las New York Liberty (en español, Libertad de Nueva York) son un equipo profesional de baloncesto femenino de los Estados Unidos con sede en la ciudad de Nueva York. Compiten en la Conferencia Este de la Women's National Basketball Association (WNBA) y disputan sus encuentros como locales en el Barclays Center, ubicado en el borough de Brooklyn.
Antes de ganar su primer campeonato en 2024, era uno de los 8 equipos que fundaron la liga en 1997, y uno de los que tenía mejores resultados, ya que, a pesar de no haber ganado nunca la liga, había alcanzado la final en 4 ocasiones.
Es el equipo hermano de los Brooklyn Nets, el equipo masculino profesional de la ciudad que compite en la NBA.

## Historia

### 1997-2002: Fundación y primeros años exitosos
Las New York Liberty fueron creadas en 1997 como una de las franquicias originales de la nueva Women's National Basketball Association (WNBA). El nombre del equipo hace referencia a la Estatua de la Libertad, pero para evitar posibles problemas de copyright, adquirió los derechos de la Liberty Basketball Association, una desaparecida liga semiprofesional de baloncesto femenino.
En el Draft inaugural de la WNBA, a las Liberty le fueron asignadas Rebecca Lobo y Teresa Weatherspoon. El 21 de junio de 1997, las New York Liberty se enfrentaron a las Los Angeles Sparks en el primer partido de la historia de la liga, que tuvo lugar en el Forum de Inglewood. Las neoyorquinas vencieron 57-67 a las angelinas.
El equipo terminó su primera temporada de existencia con un balance de 17-11, el segundo mejor de la Conferencia Este. En los Playoffs ganaron a las Phoenix Mercury en el partido de semifinales, pero fueron derrotadas en la final de liga por las Houston Comets.
Tras no lograr meterse en Playoffs en 1998, las Liberty alcanzaron las Finales de la WNBA en 1999 –año en el que ficharon a la base Becky Hammon como agente libre no drafteada– y 2000, pero en ambas ocasiones fueron vencidas de nuevo por las Comets. En 2001 el equipo se metió en postemporada, donde cayó eliminado en semifinales ante las Charlotte Sting.

### 2015-2019: Cambio de propiedad
El 23 de enero de 2019, las New York Liberty fueron vendidas al empresario Joseph Tsai, fundador del Alibaba Group y propietario de los Brooklyn Nets. Durante 2019, las Liberty disputaron dos partidos en el Barclays Center, el pabellón de los Nets.

### 2020-presente: La era de Sabrina Ionescu
2020 fue un año de muchos cambios en las New York Liberty. Con la primera elección global del Draft de la WNBA de ese año, escogieron a Sabrina Ionescu, la líder histórica de la NCAA en triples-dobles, tanto en categoría masculina como femenina. Walt Hopkins fue contratado como nuevo entrenador jefe en sustitución de Katie Smith y Tina Charles fue traspasada a las Washington Mystics.
La primera temporada de Ionescu en la WNBA estuvo condicionada por una lesión de tobillo que hizo que la base sólo pudiera disputar tres partidos. Estaba previsto que fuese el primer año de las Liberty a tiempo completo jugando en el Barclays Center, pero debido a la pandemia de COVID-19 la temporada se jugó en un formato reducido en Bradenton (Florida) similar al de la Burbuja de la NBA, por lo que la mudanza se pospuso a 2021. Las Liberty fueron el peor equipo de la competición con un récord de 2-20, el peor de la historia de la franquicia.
Al año siguiente el equipo empezó ganando los cinco primeros partidos de liga, pero el rendimiento decayó tras el parón por los Juegos Olímpicos de Tokio y las neoyorquinas terminaron el año con un balance de 12-20. A pesar de ello, las Liberty lograron clasificarse para Playoffs por primera vez desde 2017. Fueron eliminadas por las Phoenix Mercury en la primera ronda y Hopkins dejó de ser el técnico del equipo. En 2022, con Sandy Brondello como nueva entrenadora, las Liberty también terminaron con récord negativo, pero lograron meterse en postemporada. Por segundo año consecutivo, cayeron eliminadas en primera ronda, esta vez por las Chicago Sky.
En 2023 las Liberty hicieron tres incorporaciones de renombre fichando a Breanna Stewart, Jonquel Jones –ambas MVP de la liga– y Courtney Vandersloot. El equipo mejoró considerablemente y se proclamó campeón de la Copa de la Comisionada y terminó en el segundo puesto de la liga con el mejor registro de la historia de la franquicia neoyorquina (32-8). Tras eliminar a las Washington Mystics y a las Connecticut Sun, las Liberty alcanzaron las Finales de la WNBA, en las que fueron derrotadas a manos de Las Vegas Aces en cuatro partidos. Al año siguiente el equipo fue el mejor de la temporada regular con el mismo balance que en 2023. En Playoffs eliminaron a las Atlanta Dream y a las Aces. En las Finales, las Liberty vencieron en cinco partidos a las Minnesota Lynx, logrando al fin el primer título de la historia de la franquicia.

## Pabellones

### Antiguos pabellones
- Madison Square Garden
- Prudential Center
- Westchester County Center